# هاب وارد
هاب وارد (بالإنجليزية: Hap Ward)‏ هو لاعب كرة قاعدة أمريكي، ولد في 15 نوفمبر 1885 في Leesburg, New Jersey ‏ في الولايات المتحدة، وتوفي في 13 سبتمبر 1979 في إلمر في الولايات المتحدة.